# بفتجاويباست
بفتجاويباست (بالإنجليزية: Peftjauawybast)‏ أو بفتجاوباست (بالإنجليزية: Peftjaubast)‏ كان حاكمًا مصريًا قديمًا وملك إهناسيا خلال الأسرة الخامسة والعشرين.

## السيرة الشخصية
من المحتمل أنه تم تنصيبه حاكمًا للمدينة خلال فترة حكم أوسوركون الثالث وابنه تاكلوت الثالث، في سنة 754 قبل الميلاد. بعد مرور بعض الوقت على وفاة أوسوركون الثالث، أعلن بفتجاويباست نفسه ملكًا، واعتمد لقبًا ملكيًا وبدأ في تأريخ الآثار منذ «تتويجه»، والذي كان ينبغي أن يحدث في حوالي عام 749 قبل الميلاد. من المحتمل أن تاكلوت الثالث سمح بهذا مقابل ولائه الاسمي. تزوج بفتجاويباست أيضًا من الأميرة ارباستودجانفو، وهي ابنة رودامون، شقيق وخليفة تاكلوت الثالث، وبالتالي ربط نفسه بالأسرة الثالثة والعشرين.
بالنسبة لهذا الحاكم، يُعرف اثنان من لوحات التبرع، كلاهما يعود إلى عامه العاشر، حوالي 740 قبل الميلاد. تذكر اللوحات زوجة أخرى، الملكة تاشريتنيسي، وابنة، إيرواتج، التي كانت مغنية في داخل (مجال) آمون. بفتجاويباست موثَّق أيضًا على تمثال صغير ذهبي للإله حرشف، عُثر عليه في هيراكليوبوليس،: 318-9 ومُصوَّر أيضًا على تمثال صغير من البرونز راكع الآن في متحف بوسطن للفنون الجميلة (رقم الجرد رقم 16 1977).
في وقت حملة الغزو التي شنها بعنخي (729 قبل الميلاد)، كانت مصر الوسطى والسفلى تتنافس عليها فصيلان: بعنخي وحلفاؤه/أتباعه، والتحالف بقيادة الأمير تف ناخت، المؤسس المستقبلي للأسرة الرابعة والعشرين. منذ أن كان بفتجاويباست وفياً لملك كوش، حاصر جيش تف ناخت مدينة هيراكليوبوليس. ومع ذلك، كان بعنخي يسير بالفعل إلى مصر السفلى وبعد الاستيلاء على هيرموبوليس جاء لمساعدة تابعه، الذي رحب به بفرح.
ظهر بفتجاويباست على «لوحة النصر» لبعنخي المكتشفة في جبل البركل، حيث تم تصويره كواحد من «الملوك» الأربعة الذين قدمهم الغازي الكوشي؛ أما الآخرون فكانوا أوسوركون الرابع من تانيس، وإيوبوت الثاني ملك ليونتوبوليس ونيملوت هرموبوليس.
خلافته غامضة، حيث لا توجد سجلات لدينا حتى تنصيب بيديسي حاكما لهراكليوبوليس في أوائل الأسرة السادسة والعشرين، بعد عدة عقود.